# Chikara Fujimoto
Chikara Fujimoto (Prefectura de Yamaguchi, Japó, 31 d'octubre de 1977) és un futbolista japonès.

## Selecció japonesa
Chikara Fujimoto va disputar 2 partits amb la selecció japonesa.